# Senostoma hirticauda
Senostoma hirticauda är en tvåvingeart som först beskrevs av Malloch 1930.  Senostoma hirticauda ingår i släktet Senostoma och familjen parasitflugor. Inga underarter finns listade i Catalogue of Life.